# Šyrocký rajón
Šyrocký rajón (ukrajinsky Широківський район) byl rajón v Dněpropetrovské oblasti na Ukrajině. Hlavním městem bylo Šyroke a rajón měl přibližně 27 tisíc obyvatel. 

## Sídla v rajónu
- Šyroke